# Raketenwerfer

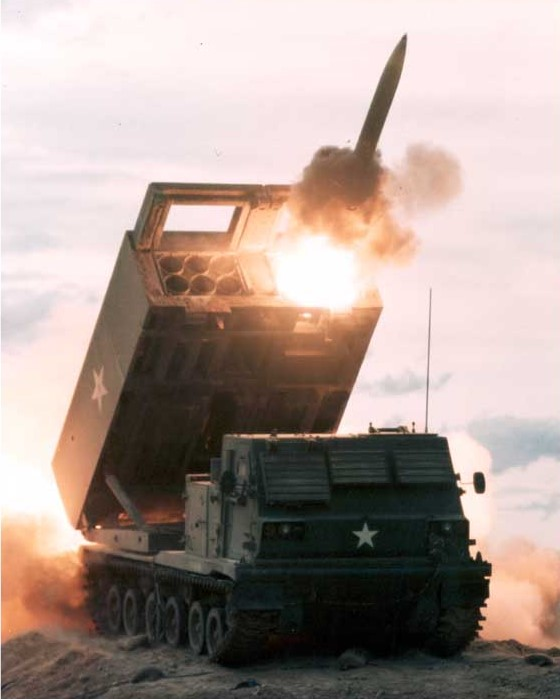
US-amerikanisches M270, in Deutschland als MARS eingesetzt

Ein Raketenwerfer, im Ostblock auch Geschosswerfer bzw. in der Sowjetunion Gardewerfer, teils auch Raketenartillerie genannt, ist eine Startvorrichtung auf Anhänger oder Selbstfahrlafette, von der einzelne oder mehrfach (Mehrfachraketenwerfer), überwiegend ungelenkte Raketen abgefeuert werden können. Die ersten Raketenwerfer wurden im Zweiten Weltkrieg eingesetzt.
Raketenwerfer der sowjetischen Katjuscha-Bauweise können zwischen 4 und 40 Raketen aufnehmen, wobei Kaliber über 227 mm von Schienen, Kaliber darunter aus Rohren gestartet werden. Die Werfer sind meist auf Lkw, manchmal auch auf Kettenfahrgestellen montiert. Es gibt aber auch Raketenwerfer auf gezogenen Lafetten.
Die Reichweiten moderner Raketenwerfer liegen typisch bei 10 bis 90 km. Der chinesische Mehrfachraketenwerfer WS-1B erreicht 180 km, das vergrößerte System WS-3 sogar 350 km.
Umgangssprachlich – bedingt durch unpräzise Übersetzungen des englischen Begriffs rocket launcher – werden häufig auch Panzerabwehrhandwaffen oder schultergestützte Flugabwehrraketensysteme als Raketenwerfer bezeichnet, was aus militärisch-fachsprachlicher Sicht jedoch ungebräuchlich bis falsch ist.

## Geschichte

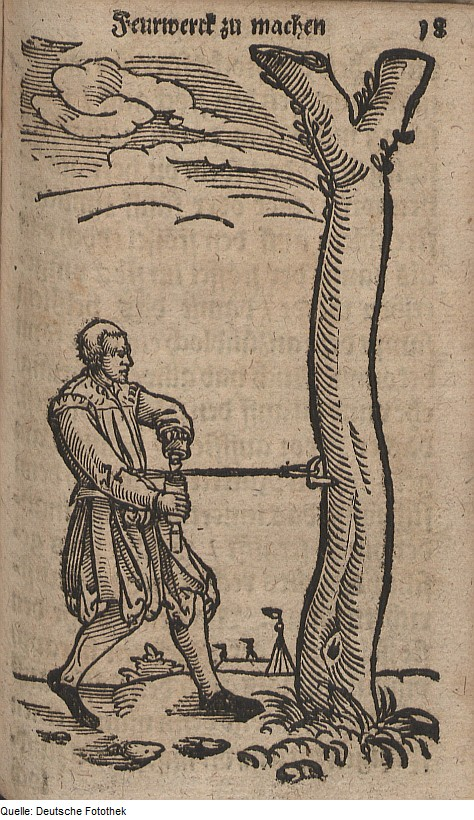
Das „Würgen“ (Zuschnüren) der Raketenhülse mittels Schnur (aus „Künstliche und rechtschaffene Fewrwerck“ von Johannes Schmidlap)

Der Ursprung dieser Artillerie-Art geht auf die Chinesen zurück. Im Jahr 1232 erfolgte der erste belegte Angriff mit Feuerwerksraketen auf die Stadt Kaifeng. Nachdem das Schießpulver nach Europa gekommen war, zeigten die Gelehrten großes Interesse und bereits vor 1410 entwickelte der Franzose Jean Froissart die Idee, Raketen aus Rohren abzufeuern. 1591 entwickelte Johannes Schmidlap die erste Stufenrakete. Wissenschaftlich dokumentiert wurde das Raketenprinzip erstmals im 1684 von Isaac Newton.
Nachdem indische Fürsten die von den Chinesen entwickelte Vorrichtung zum Abschießen von Feuerwerkskörpern Ende des 18. Jahrhunderts gegen die Britische Ostindien-Kompanie eingesetzt hatten (siehe Mysorische Rakete), brachten die Briten die Idee erneut nach Europa. Der erste große Einsatz von „Raketenwerfern“ in Europa fand 1807 statt, als die Engländer von See aus die Stadt Kopenhagen beschossen und Teile der Stadt mit Congreve’schen Raketen in Flammen setzten. William Congreve entwickelte diese Brandraketen, um sie in den Napoleonischen Kriegen einzusetzen. In Folge wurden Einheiten für diese Waffe in Frankreich, Russland, Österreich, der Schweiz, den USA und Sachsen aufgestellt. Durch die Entwicklung gezogener Geschütze wurden Artillerieraketen aber für einige Zeit wieder verdrängt. Das k.u.k. Feuerwerkskorps entwickelte um 1860 die Raketenartillerie in den Wöllersdorfer Werken (Niederösterreich).

## Entwicklung

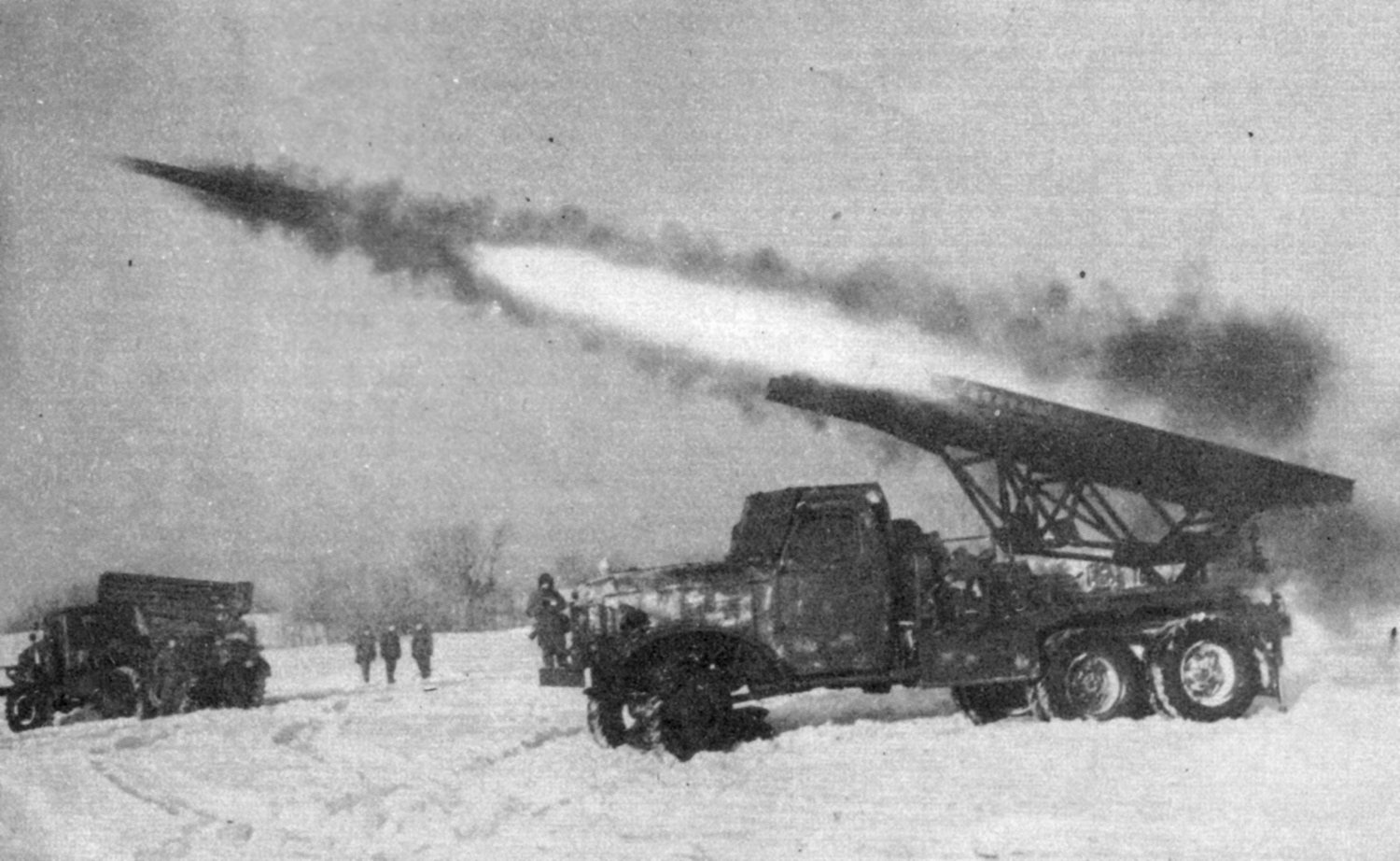
„Stalinorgel“ der Roten Armee beim Feuern

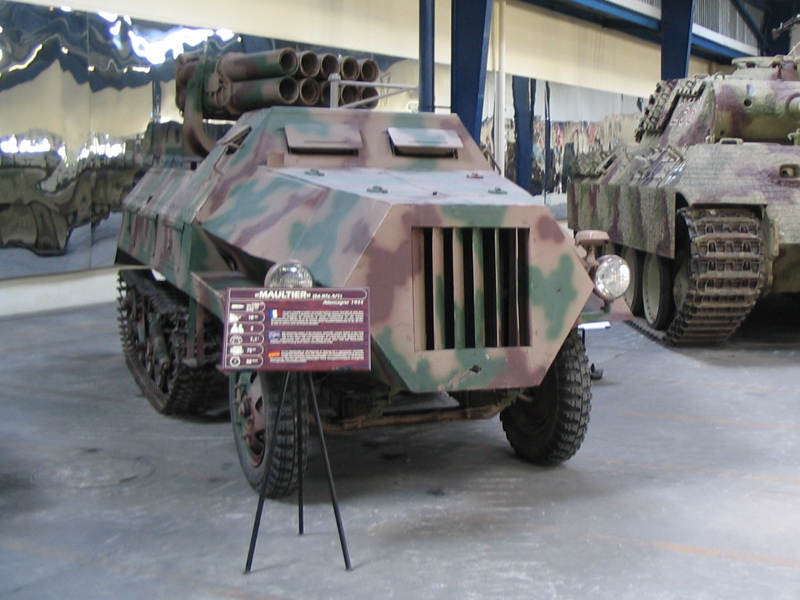
Seltener Panzerwerfer 42 der Wehrmacht im Musée des Blindés

Im Zweiten Weltkrieg entwickelten sich Mehrfachraketenwerfer, die auf Lafetten, Lastwagen oder Halbkettenfahrzeugen montiert waren, zu einer wichtigen Ergänzung der herkömmlichen Feldartillerie. Mit ihnen konnte ein Sättigungsfeuer, d. h. die Abdeckung eines großen Zielgebiets, auf relativ unkomplizierte und preiswerte Weise erzielt werden:
In der UdSSR waren zu Beginn des Zweiten Weltkrieges eine 82-mm-Rakete und eine 132-mm-Rakete einsatzbereit, die anfangs von Flugzeugen gegen Luft- und Bodenziele abgefeuert wurden – die Katjuscha-Raketen. Diese Raketen verwendeten stangenförmige Pulverpresslinge als Treibsatz. Ab Sommer 1941 setzte die Rote Armee in großer Zahl auf Lkw montierte Mehrfach-Startgestelle ein, die binnen Sekunden Salven von Raketen abfeuern konnten. Wegen ihres charakteristischen Pfeifgeräuschs und der optischen Ähnlichkeit zu nebeneinander angeordneten Orgelpfeifen wurde diese Waffe von deutscher Seite „Stalinorgel“ genannt.
Die Wehrmacht konterte mit 15-cm- und 21-cm-Werfern, sogenannten Nebelwerfern, die von Lafetten feuerten. Daneben verfügte die Wehrmacht auch über den aufgerüsteten Schützenpanzerwagen Sd.Kfz. 251. Dieser Panzerwagen war mit der Wurfrahmen-40-Raketenartillerie versehen und trug den Spitznamen „Stuka zu Fuß“.
Auch im pazifischen Raum wurden, insbesondere bei Landungsoperationen, massiv Artillerieraketen von Japan und den USA eingesetzt. Bei Kriegsende brachten die Amerikaner auf Panzern montierte 114-mm-Werfer auch in Europa zum Einsatz.

## Einsatz
Die Vorteile dieser Waffe liegen im einfachen Aufbau der Lafette (geringer Rückstoß, daher auch geringes Gewicht), der leichten Bedienbarkeit sowie den niedrigeren Herstellungskosten im Gegensatz zu Artillerie-Geschützen. Nachteilig sind der große Bedarf an Treibpulver sowie ggf. lange Nachladezeiten. Raketenwerfer sind nicht für eine Zielbekämpfung auf kurze Entfernung vorgesehen.
Bei Mehrfachraketenwerfern wie dem LARS-System sind die Nachladezeit und die ggf. große Längenstreuung zu berücksichtigen. Sie sind eine typische Flächenfeuerwaffe, die das Zielgebiet in kürzester Zeit mit einem massiven Feuerschlag belegt.
Eine Batterie von acht MLRS-Mehrfach-Raketenwerfern kann mit insgesamt 48 Raketen eine Zielfläche von etwa 900 m × 900 m (810.000 m²) eindecken. Das Zielgebiet wird innerhalb von Sekunden mit insgesamt 61.824 Bomblets M77 (Submunition) der Raketen überschüttet. 
Mehrfach-Raketenwerfer können in kürzester Zeit Minensperren erstellen. Eine Batterie von vier BM-27-Systemen kann innerhalb von 20 Sekunden eine Fläche von 650 m × 650 m mit 19.968 Stück PFM-1S-Antipersonenminen eindecken. Einem Gegner kann damit ein Minenfeld in den Weg gelegt werden oder der Feind wird von den Minen eingeschlossen. Solche Taktiken kamen bei der sowjetischen Besatzung in Afghanistan sowie im Tschetschenienkrieg zum Einsatz.
Bei der Bundeswehr war bis in die 1990er-Jahre das Leichte Artillerie-Raketen-System (LARS) im Einsatz. Es konnte 36 Raketen des Kalibers 110 mm innerhalb von 18 Sekunden abfeuern. Es standen verschiedene Gefechtskopfvarianten zur Verfügung, so Nebel-, Splittergranaten sowie Versionen zum schnellen Verminen großer Gefechtsfeldteile, die maximale Reichweite betrug etwa 12 bis 14 km. Das modernere MLRS ist ein System auf Kettenfahrgestell, das zwölf 227-mm-Raketen aus Rohren abfeuert. Dieses System kann auch moderne Panzerminen oder Submunition mit eigenem Suchkopf über einem Zielgebiet freisetzen.
 Vergleichbares Modell auf russischer Seite war der BM-21 mit 40 Raketen, der seit seiner Einführung im Jahr 1963 laufend modernisiert wurde. Dieses Waffensystem wurde auch in der NVA der DDR eingesetzt. Die Stationierung war an zwei Standorten erfolgt: Klietz (Militärbezirk III) und Schwerin (Militärbezirk V) mit jeweils 18 BM-21.

## Modelle
- Katjuscha (Raketenwerfer)

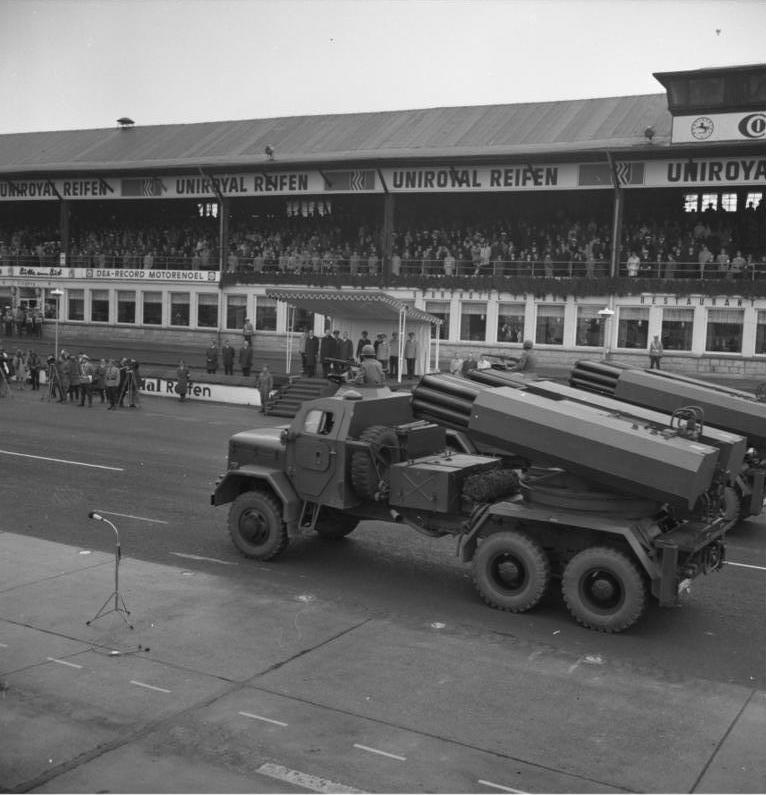
Leichtes Artillerieraketensystem LARS 1: Mehrfachraketenwerfer 110 SF auf Magirus-Deutz 178 D 15 A auf dem Nürburgring 1969

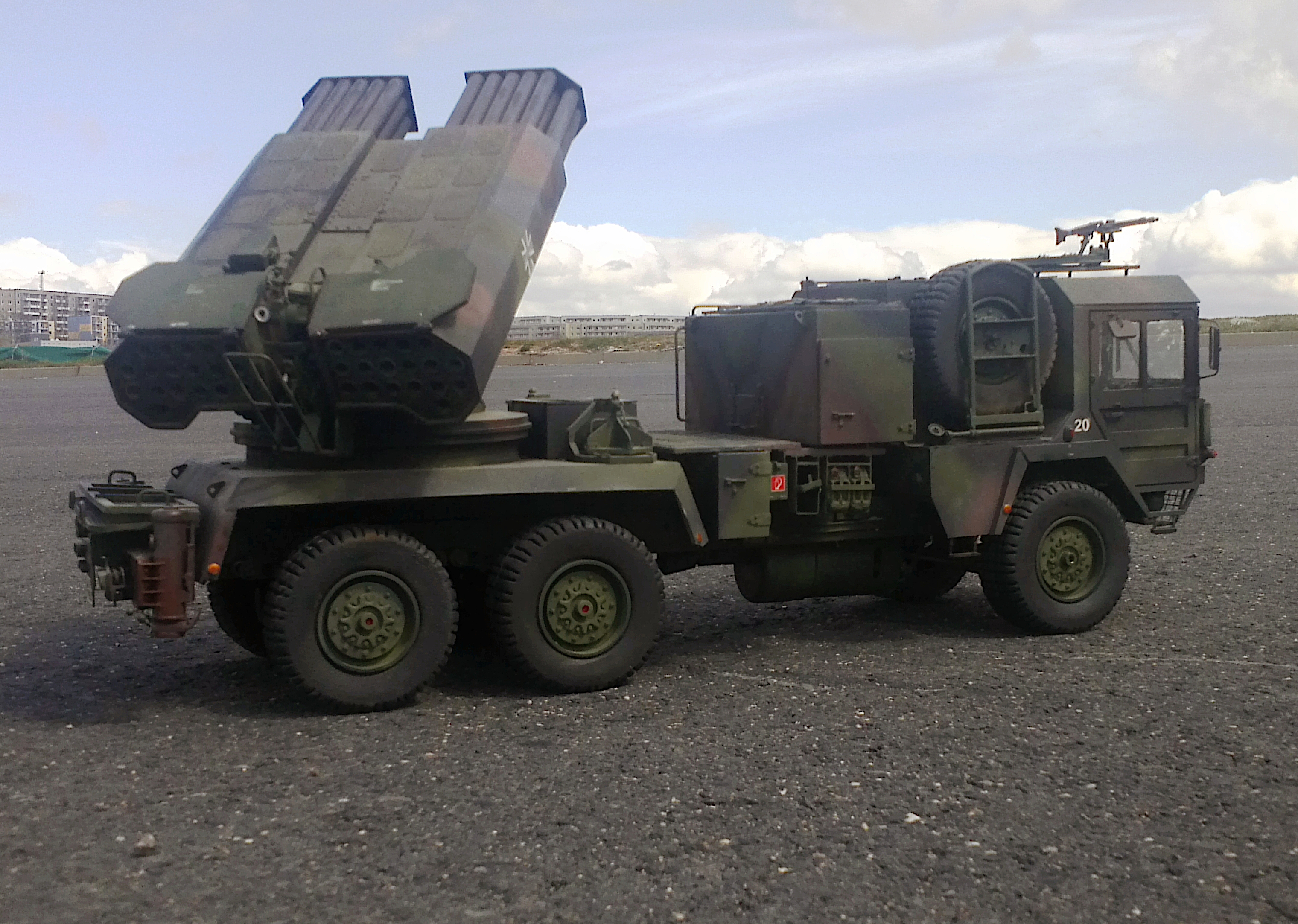
Leichtes Artillerieraketensystem LARS 2: Mehrfachraketenwerfer 110 SF, auf MAN 6×6, 7 to, gl

- Hwacha (koreanischer Mehrfachraketenwerfer entwickelt im 15. Jahrhundert)
- BM-14
- BMD-20 8U33
- BM-21 9K51 Grad
- BM-22 9P140 Uragan
- BM-24
- BM-25 2K5 Korschun
- BM-27 9P140 Uragan
- BM-30 9A52 Smertsch
- 9A53 Tornado
- RM-70 RM 70 M
- TOS-1 Buratino
- WS-1 und WS-2 der Volksrepublik China
- Landmatratze (britischer Mehrfachraketenwerfer des Zweiten Weltkrieges)
- Nebelwerfer
- Wurfrahmen 40
- Panzerwerfer 42
- ASTROS-2
- MLRS (bei der Bundeswehr MARS (Mittleres Artillerie-Raketen-System) genannt)
- LARS 1 und LARS 2
- Hydra
- Lance
- Pinaka
- PHL03
- PULS
- Sergeant
- Honest John
- Typ 63
- Typ 83
- Fadschr-3 Iran
- Fadschr-5 Iran
- T34 Calliope auf Sherman-Panzer USA
- HIMARS
- K239 Chunmoo